# Citi Zēni
Citi zēni — латвийская поп-группа, в настоящее время состоящая из шести участников. Представители Латвии на Евровидении 2022 со своим синглом «Eat Your Salad».

## История группы
Citi zēni образовалась в марте 2020 года в лагере авторов песен в Риге.
В 2021 году группа выпустила дебютный альбом «Dogs take to the streets».
В 2022 году группа объявила о своей заявке на Supernova 2022, выпустив свой новый сингл «Eat Your Salad». Группа вышла в финал и выиграла его 12 февраля 2022 года, в результате чего представили Латвию на Евровидении 2022. Получив в полуфинале 55 баллов и заняв 14 место, группа не прошла в финал. Единственные исполнители, публично поддержавшие дисквалификацию России с конкурса.